# Złotosłonki
Złotosłonki, dziobówkowate (Rostratulidae) – rodzina ptaków z rzędu siewkowych (Charadriiformes). Obejmuje gatunki brodzące zamieszkujące bagna i moczary trzcinowe.

## Zasięg występowania
Rodzina obejmuje gatunki występujące w Afryce, Azji, Australii i Ameryce Południowej.

## Charakterystyka
Charakteryzują się krótkimi nogami oraz długim dziobem. Wyglądem zbliżone do bekasów – w odróżnieniu jednak od nich mają zagięty w dół czubek dzioba oraz jaśniejsze upierzenie. Samice jaśniejsze od samców.
W lęgu zazwyczaj 4 jaja, które przez około 20 dni wysiaduje samiec w gnieździe naziemnym lub unoszącym się na wodzie (przy brzegu).
Podstawą ich diety są pierścienice i inne bezkręgowce.

## Systematyka
Do rodziny należą następujące rodzaje i gatunki:
- Rostratula Vieillot, 1816
- Nycticryphes Wetmore & J.L. Peters, 1923 – jedynym przedstawicielem jest Nycticryphes semicollaris (Vieillot, 1816) – złotosłonka amerykańska